# Seznam nosilcev medalje Manevrske strukture Narodne zaščite 1990
Seznam nosilcev medalje Manevrske strukture Narodne zaščite 1990.

## Seznam
(datum podelitve - ime)
- 16. maj 1992 - Srečko Lisjak